# 玛哈希力
玛哈希力（？—？），或作玛哈希瑞（Мэрэгшир），汉名赵文儒，蒙古族，奉天省彰武县苏鲁克（後設苏鲁克旗，今属辽宁省阜新市）人，中华民国大陆时期蒙疆聯合自治政府政治人物。

## 生平
1926年，经旅京蒙古族大学生倡议，蒙藏学校蒙古族同学支持，成立了蒙古旅京学生会，于1926年9月在北京蒙藏学校大礼堂举行了会员大会。出席大会的有180余人。大会讨论并通过了蒙古旅京学生会会章，会章之主要宗旨为：“以敦睦乡谊，团结互助，切磋砥砺，发奋读书，为复兴蒙古民族而共同奋斗。”大会选出了北京师范大学的陈封（蒙古名“那木海扎布”）、经天禄（字革陈），北京大学的亢仁、任秉均，中国大学的康济民，朝阳大学的关荫南，蒙藏学校的赵文儒（蒙古名“玛哈希力”）等15人为执行委员，组成了蒙古旅京学生会执行委员会。
玛哈希力是布和贺喜格蒙古文学会最初的成员。曾经参加过1934年成立的蒙古地方自治政务委员会。1937年10月被任命为蒙古联盟自治政府总务部法制处处长。他还被任命为蒙古联盟自治政府下属的锡林郭勒盟公署民政厅厅长。
第二次国共内战末期，德穆楚克栋鲁普打算离开北平时，其旧部玛哈希力（赵文儒）等人在北平东安市场“森隆”西餐馆宴请德穆楚克栋鲁普。